# رولز-رویس مرلین
رولز-رویس مرلین (انگلیسی: Rolls-Royce Merlin) موتور پیستونی وی-۱۲ هواپیما ،با ظرفیت ۲۷ لیتر ساخت بریتانیا است. رولز-رویس لیمیتد طراح و تولیدکننده این موتور که در ابتدا به عنوان پی وی-۱۲ شناخته شده بود ، پس از شروع نامگذاری موتورهای پیستونی هواپیما برای جنگنده شکاری‌ها توسط مجمع رولزرویس، نام مرلین را برای موتور پی وی-۱۲ انتخاب کرد. اولین نمونه پی وی-۱۲ در سال ۱۹۳۳ ساخته شد و پس از چند تغییر و اصلاحات ، اولین نوع رسمی در سال ۱۹۳۶ میلادی ساخته شد.اولین هواپیماهای عملیاتی که این موتور را به خدمت گرفتند بمب افکن سبک فایری باتل ،هاریکین و اسپیت فایر بودند. بعد از مدتی نسخه‌های اصلاح شده II و III مرلین نیز تولید شده و در هواپیماهای دی هاویلند هورنت و موسکیتو مورد استفاده قرار گرفتند . در واقع موتورمرلین برای بمب افکن سنگین چهار موتوره لنکستر طراحی شده بود با این حال، عملکرد خوب این موتور برای جنگنده اسپیت فایر باعث شروع تولید فراوان آن در سال ۱۹۳۶ میلادی و مصادف با به پرواز در آمدن اسپیت فایر‌ها گشت .